# 格雷戈瓦·卡伊班达
格雷戈瓦·卡伊班达（法語：Grégoire Kayibanda；1924年5月1—1976年12月15日），胡图族人，曾担任卢旺达总统、卢旺达总理，1973年被国防部长朱韦纳尔·哈比亚利马纳推翻。

## 生平
1924年，出生。
1943年，在尼亚基班达高等神学院学习。
1949年，在基加利高等学院任教。
1953年，任卡布盖伊新闻报纸编辑。
1957年，参与发表《胡图族宣言》。
1960年，任临时政府总理。
1962年，卢旺达共和国成立，任政府总理。9月兼任总统。
1973年，被军事政变推翻。
1974年，被判死刑，后改终身监禁。
1976年，去世。